# Institut für Notarrecht
Institut für Notarrecht ist eine rechtswissenschaftliche Universitätseinrichtung für Notariat.

## Deutschland
- Institut für Notarrecht an der Universität Würzburg, Einrichtung der Deutschen Notarrechtlichen Vereinigung e. V.
- Institut für Notarrecht der Humboldt-Universität
- Institut für Notarrecht an der Universität Jena
- Rheinisches Institut für Notarrecht an der Universität Bonn
- Institut für Anwalts- und Notarrecht Bielefeld
- Forschungsstelle für Notarrecht an der LMU München